# Wiskacza peruwiańska
Wiskacza peruwiańska, szynszyla duża (Lagidium peruanum) – gatunek gryzonia z rodziny szynszylowatych. Jeden z wielu gatunków szynszylowatych żyjących w Andach. Występuje na wysokościach 3000–5000 m n.p.m. na granicy lasu. Żyje w koloniach złożonych z małych grup rodzinnych.
W polskiej literaturze gatunek był przez długi czas oznaczany nazwą szynszyla duża. W wydanej w 2015 roku przez Muzeum i Instytut Zoologii Polskiej Akademii Nauk publikacji „Polskie nazewnictwo ssaków świata” gatunkowi nadano nazwę wiskacza peruwiańska, wskazując nazwę wiskacza dla rodzaju tych gryzoni. Powyższa zmiana podkreśla, że gatunek ten nie należy do rodzaju szynszyla (Chinchilla).

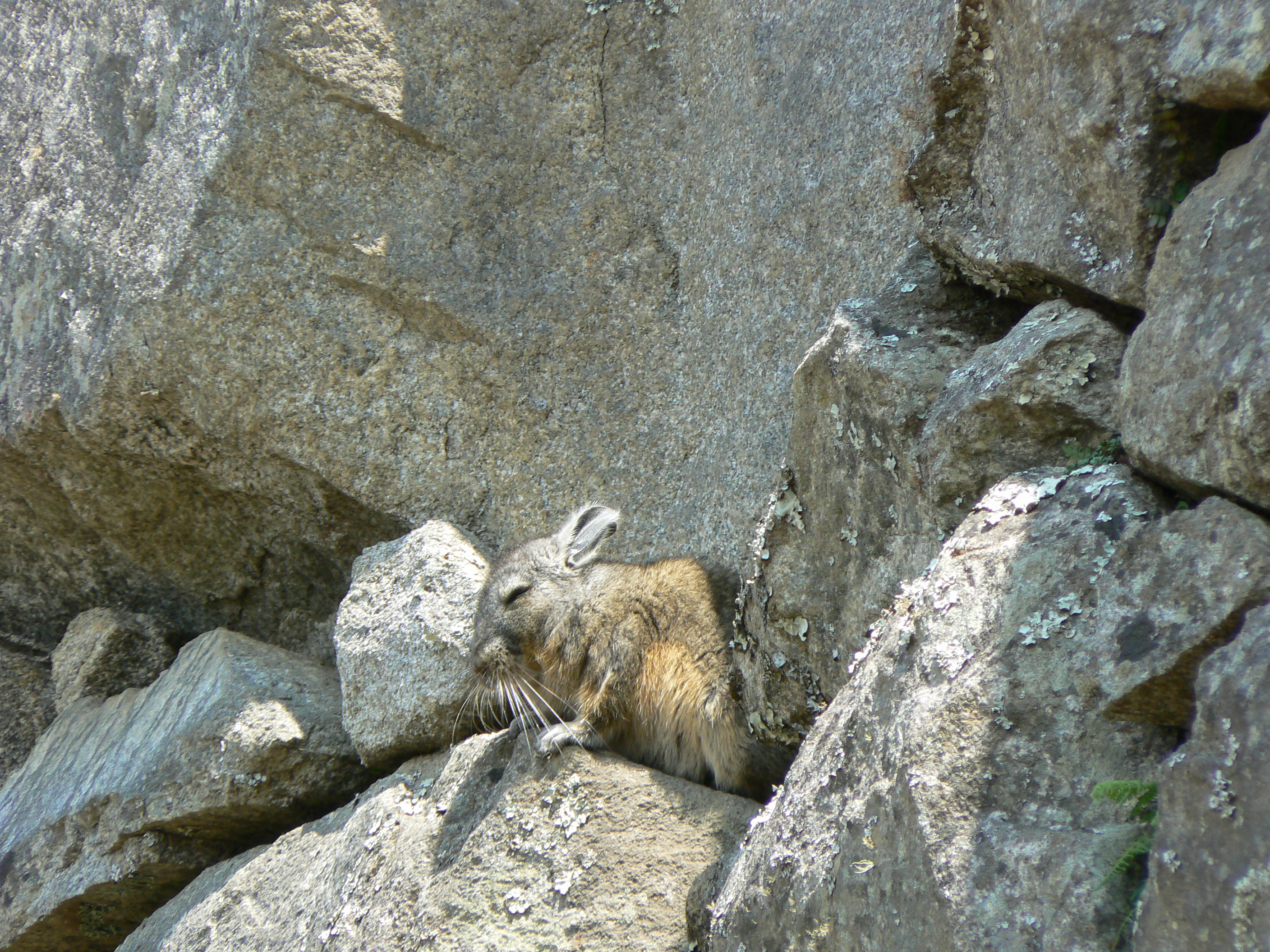
Wiskacza peruwiańska znajdująca się między kamieniami

## Systematyka
Pozycja systematyczna Lagidium peruanum podlega dyskusji. W 2009 roku naukowcy Karim Ledesma, Florian Werner, Angel Spotorno i Luis Albuja opublikowali wyniki badań filogenetycznych z wykorzystaniem mitochondrialnego genu cytochromu b, które wskazały poprawność lokowania tych zwierząt jako odrębny gatunek L. peruanum w obrębie rodzaju Lagidium.
Mammals of South America (2015), Handbook of the Mammals of the World (2016), Illustrated Checklist of the Mammals of the World (2020), Mammals Diversity Database (2023) oraz Międzynarodowa Unia Ochrony Przyrody w Czerwonej księdze gatunków zagrożonych wymieniają jednak L. peruanum jedynie jako synonim gatunku Lagidium viscacia (wiskacza górska). Autorzy porównawczych badań morfologicznych populacji wiskaczy (2017) podają z kolei w wątpliwość tę tezę i wskazują, że wyniki ich badań wykluczają możliwość włączania różnych populacji do jednego gatunku Lagidium viscacia.
Mammal Species of the World wyróżnia siedem podgatunków wiskaczy peruwiańskiej:
- L. peruanum arequipe Thomas, 1907
- L. peruanum inca Thomas, 1907
- L. peruanum pallipes Bennett, 1835
- L. peruanum peruanum Meyen, 1833
- L. peruanum punensis Thomas, 1907
- L. peruanum saturata Thomas, 1907
- L. peruanum subrosea Thomas, 1907